# Blulukan
Blulukan is een bestuurslaag in het regentschap Karanganyar van de provincie Midden-Java, Indonesië. Blulukan telt 7048 inwoners (volkstelling 2010).